# Skogsvagn
En skogsvagn är en specialbyggd släpvagn för timmertransport byggd för vanliga jordbrukstraktorer. Skogsvagnen har ofta en hydraulstyrd kran med en timmergrip i kranspetsen. Dessa vagnar är främst framtagna för den självverksamme skogsägaren, alltså inget för skogsbruk i större skala. Vissa vagnar är utrustade med drift på vagnen, vanligtvis i form av en hydraulmotor som driver en rulle som sitter placerad mellan boggiehjulen. För att uppnå maximal dragkraft bör hydraulmotorns varvtal vara väl synkroniserad med traktorns egna drift.